# Gauville-la-Campagne
Gauville-la-Campagne är en kommun i departementet Eure i regionen Normandie i norra Frankrike. Kommunen ligger i kantonen Évreux-Nord som tillhör arrondissementet Évreux. År 2022 hade Gauville-la-Campagne 647 invånare.

## Befolkningsutveckling
Antalet invånare i kommunen Gauville-la-Campagne
Referens:INSEE